# Málaga Club de Fútbol
Málaga Club de Fútbol, S. A. D. es un club de fútbol español con sede en la ciudad de Málaga, en la comunidad autónoma de Andalucía, España. Su primer equipo masculino compite en la LaLiga Hypermotion (Segunda División) en 2024-25, mientras que su equipo femenino lo hace en Segunda Federación; su máximo accionista es el jeque catarí Abdullah ben Nasser Al Thani, siendo el primer jeque árabe en convertirse en máximo accionista de un club de fútbol en España.
El Málaga Club de Fútbol actual se fundó como Club Atlético Malagueño el 25 de mayo de 1948 y se convirtió en sociedad anónima deportiva el 29 de junio de 1994 con el nombre de Málaga Club de Fútbol. El primer equipo de la ciudad fue el Málaga Football Club, que disputó el 3 de abril de 1904 el primer partido de fútbol en Málaga del que existe constancia. Su equipo filial es el Atlético Malagueño, fundado en 1990, que milita en el grupo IX de la Tercera Federación. 
Los mejores momentos del club se dieron en la temporada 2002/03, año en el cual, tras ganar la Copa Intertoto de la UEFA, compitió en la Copa de la UEFA, y especialmente las temporadas 2011/12 y 2012/13, cuando obtuvo el pase y disputó por primera vez la Liga de Campeones de la UEFA, alcanzando la fase de cuartos de final del torneo continental.

## Historia

### Málaga Football Club
El primer equipo de fútbol de Málaga fue el Málaga Football Club fundado en los primeros meses de 1903 y validado en el Gobierno Civil. Los principales impulsores del club fueron, entre otros, don Antonio López, cariñosamente apodado Mr. López por su británico aspecto, don Félix Pérez Montault, don Ernesto Rittwagen, don Enrique García de Toledo, que propugnaría la construcción del campo del Balneario del Carmen, y don Emilio Andersen Menard, que estuvo poco tiempo en activo como jugador, pero se hizo longevo como mecenas y seguidor, cuyos merecimientos fueron reconocidos siendo designado presidente de honor tanto del C. D. Malacitano como del C. D. Málaga.
El primer once del que se tiene constancia es el del equipo que se enfrentó a los tripulantes del trasantlántico inglés Xarifa, considerado como el primer partido internacional del Málaga; aquellos jugadores fueron: Guille; García de Toledo, Benhard; Cañas, Antonio López, Castro; Salvador Arias, Rodríguez, Leonardo Campuzano, España Heredia y Manuel Arias. El Málaga se impuso con el abultado marcador de ocho goles a favor contra cuatro.
Ya en 1909 como Málaga Fútbol Club se produjo el primer desplazamiento para derrotar al club granadino Sierra Nevada por tres goles a cero. Pero hubo más excursiones. En Sevilla, el Málaga se estrenó en un torneo frente al titular sevillano y al Cádiz. Formaban por el equipo malacitano Font como portero; Garrido y Minguet, defensas; Martínez González y Fernández en la media; y los hermanos León, Guillermo Álvarez, Wens y Quintana como delanteros.

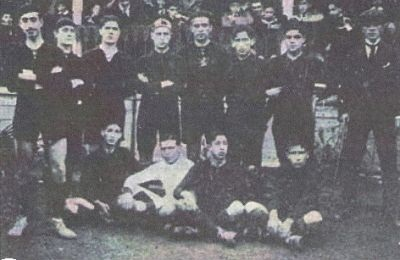
Plantilla del F.C. Malagueño en 1914

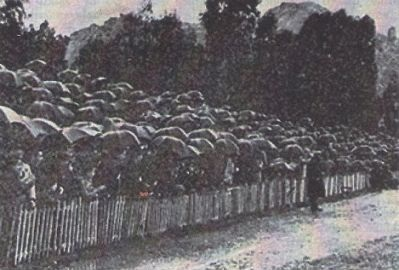
Un día lluvioso en el Estadio de los Baños del Carmen en 1922.

En 1912, gracias a la llegada a Málaga del ingeniero belga Gaston Wens y con la ayuda de Manolo Gámez y algunos componentes del anterior Málaga se creó el Malagueño F. C. Jugaba en los campos de los Arbolitos y de la Misericordia y vestían camisa rojinegra y pantalón negro.
En 1915 de una escisión del Football Club Malagueño, encabezada por el mismo Manolo Gámez, surge un segundo Málaga Football Club, y desde ese momento se origina una gran rivalidad entre ambos equipos y aficiones, los malaguistas frente a los malagueñistas. Aparecen además en la ciudad otra serie de equipos, como el Victoria C.F. o el Gimnástica Balompié.
El Malagueño F. C. acaba por desaparecer, para dar cabida en 1923 a un nuevo Foot-ball Club Malagueño tras la fusión del Victoria F. C. y el España F. C., disputando sus encuentros desde el en el Campo del Cristo de la Epidemia. El Málaga F. C. se había trasladado un año antes a su nuevo campo inaugurado el 23 de agosto de 1922 en los Baños del Carmen. El rival en el partido inaugural fue el "Real España" de Granada, y el Málaga F. C. se impuso por once goles a uno.
En la temporada 1924/25, el Málaga F. C. consiguió su ascenso a la élite del fútbol andaluz al vencer once a cero al Sparta de Sevilla. La plantilla con la que se estrenó el Málaga en la primera categoría regional estaba compuesta por los guardametas Hucha y Padín; los defensas Marmolejo, Prolongó, Martínez, Rey y León; los medios Vides, Casado, Pardo, Martín, Recio y Palomeque; y en la delantera Kustner, Pedrós, Vallerías, Corsi, Huelin, Núñez y Segovia. En 1927 por gestiones llevadas por el presidente del club, el señor Larrazaga, se ofreció a S.M. Alfonso XIII la presidencia honorífica de la entidad, aceptada por el monarca el 11 de agosto, por lo que el equipo pasó a denominarse Real Málaga. Dicha denominación perduraría hasta que dificultades económicas insalvables, obligaron a los dirigentes del club a reaparecer en la temporada 1930/31 bajo el nombre de Málaga Sport Club.

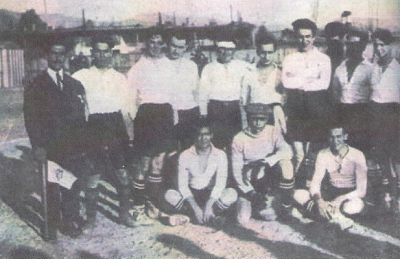
Málaga FC en 1922.- (de pie, de izq. a der.) -aficionado- Manolo Martín, Kustner, Pedrós, Jiménez, Federé, Rosas, Vicente Cuberta, Casado; (sentados) Marmolejo, Vargas y Scheider.

Como anécdota, durante la Feria de Málaga de 1930, el F. C. Malagueño obtendría dos sonadas victorias sobre el Real Club Deportivo Español de Barcelona, los días 16 y 17 de agosto, cuando contaba el equipo catalán entre sus filas con el legendario Ricardo Zamora, que más tarde sería entrenador del C.D. Málaga durante su primera temporada en primera división. Y en 1931 derrotaría al Arenas de Guecho, que era uno de los equipos más destacados del balompié nacional, durante el "Trofeo Ayuntamiento" por cinco goles a tres.

### Club Deportivo Málaga
El 22 de marzo de 1933 F.C. Malagueño y Málaga S.C. convocaron a sus socios, decidiendo estos su fusión en el que sería el Club Deportivo Malacitano, acordando también acelerar la construcción del que debía ser nuevo campo, generando una sociedad de accionistas que aportaría los fondos necesarios. Por tanto, en la temporada 33/34, el Málaga Sport Club, con su jersey blanco y pantalón azul, desalojó Segalerva, donde habitualmente celebraba sus encuentros, trasladándose a los Baños del Carmen, donde jugaba sus encuentros el FC Malagueño. El 22 de mayo de 1933 en su debut en el Estadio de los Baños del Carmen, el Malacitano derrotó al Deportivo Alavés por cinco goles a uno. La alineación del Malacitano la conformaron: Albarracín; Chales, Gamero; Vides, Valle, Pequerull; Fernandito, Seijas, Puyol, Díaz y Berruezo.
El 18 de noviembre de 1934 el club lograría su primer ascenso a segunda división, dejando en la cuneta al Jerez, al Onuba y al Recreativo de Granada. La gesta se festejó el 2 de diciembre de ese mismo año frente al Levante, cuando el Malacitano lució por vez primera las galas de equipo de segunda. El once malacitano lo formaron: Albarracín, Patricio, Chales, Vides, Adorna, Huete, Meri, Tomasín, Fernández, Díaz-Moreno y Liz.
Otro récord para el Malacitano sería la consecución de cien goles en un solo ejercicio durante la temporada 1939/40.
El 5 de mayo de 1940 el Malacitano conquistó para el malaguismo el primer título. Ese día derrotó al equipo madrileño Agrupación Deportiva Ferroviaria por cinco goles a dos, proclamándose campeón de la Copa Presidente. Tan valiosa conquista la alcanzó imponiéndose frente a equipos como el Club Atlético Osasuna, C.D. Sabadell o el Recreativo de Granada.
El C.D. Malacitano durante estos años luciría camiseta celeste con cuellos y puños blancos, y pantalón blanco, y tras la Guerra Civil, y debido a la escasez inmediata de tejidos, mutaría su indumentaria a camisola blanca y pantalón negro.
El 19 de julio de 1941, el vicepresidente José Soriano Alba, propuso el cambio de denominación de Club Deportivo Malacitano a Club Deportivo Málaga.
Aunque el 13 de abril de 1941 se produjo el primer partido en La Rosaleda frente a la Ferroviaria durante la disputa del partido que los enfrentó en la Copa del Generalísimo, no sería hasta el 14 de septiembre cuando se llevaría a cabo la inauguración oficial del Estadio La Rosaleda. 

Gráfico del desempeño del Málaga CF en la liga 1929-2023

El 25 de mayo de 1948 se funda el Club Atlético Malagueño, actual Málaga Club de Fútbol con la plantilla del Club Deportivo Santo Tomás como base del nuevo equipo, para convertirlo en su filial. Tras su desvinculación como equipo filial, en 1959, se libraría de la liquidación del C.D. Málaga, convirtiéndose en el actual Málaga Club de Fútbol.
En la temporada 1949/50, el Club Deportivo Málaga ascendió por primera vez en su historia a Primera División. De la mano del presidente Miguel Navarro Nogueroles y el entrenador Luis Urquiri, el club logró su ascenso en la última jornada de la temporada 1948/49, finalizando la misma en segunda posición solo por detrás del líder Real Sociedad, y gracias a la positiva diferencia de goles con el Granada CF, que permaneció en Segunda División. Uno de los jugadores más notables fue el goleador Pedro Bazán, máximo anotador del equipo y de la categoría, y quién previamente había conseguido proezas como la de marcar 9 goles en un mismo partido contra el Hércules CF.
En esta primera etapa en Primera División, el Málaga permaneció por dos temporadas consecutivas en la élite del fútbol español, con el mítico exjugador Ricardo Zamora ocupando el banquillo de La Rosaleda. El primer descenso a Segunda División vino al final de la temporada 1950/51, habiendo faltado únicamente un punto para poder conseguir la permanencia matemática en la categoría y viéndose obligado el equipo a disputar una liguilla en la que acabó en tercera posición, lo cual no sirvió tampoco para mantener la categoría. En los años inmediatamente posteriores, el Málaga consiguió dos nuevos ascensos a Primera División en las temporadas 1951/52 y 1953/54, sólo para encontrar nuevos descensos a Segunda División al término de las temporadas 1952/53 y 1954/55, con estancias de una única temporada en cada una de estas dos etapas en la élite.

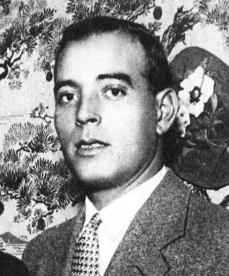
Ricardo Zamora, entrenador del Málaga desde 1949 a 1951, fue el encargado de dirigir al equipo en su estreno en Primera División.

Aun así, la temporada 1952/53, y cuya segunda vuelta fue dirigida en el banquillo por el célebre entrenador argentino Helenio Herrera, fue remarcable por la histórica y abultada goleada que el Málaga consiguió endosarle al Real Madrid en La Rosaleda, en un partido que terminó con el resultado de Málaga 6 - Real Madrid 0. En aquella misma temporada, el Málaga también logró imponerse a domicilio por primera vez al Club Atlético de Madrid, que entonces jugaba en el viejo y desaparecido Estadio Metropolitano, en un partido que paradójicamente propició el cese de Helenio Herrera en el banquillo colchonero y posterior fichaje del mismo por el Málaga.
Los posteriores no fueron años afortunados para el Málaga. En 1956, la expedición malaguista sufrió un accidente aéreo en el aeropuerto de Tenerife; afortunadamente sin consecuencias. Y en 1959, el club sufrió un nuevo descenso a la Tercera División, trece años después de haber emigrado de la misma por última vez. Fue entonces, durante la temporada 1959/60 cuando el C.A. Malagueño y C.D. Málaga se iban a encontrar juntos en la Tercera División de España. Como filial el C.A. Malagueño debería haber sido descendido. Para evitar esto, separaron ambos clubes en la Federación, pudiendo así evitar el descenso.
En 1961 se celebró la I edición del Trofeo Internacional Costa del Sol, organizado por el C.D. Málaga, en cuya final se impuso el Athletic de Bilbao al Sevilla Fútbol Club por cuatro goles a cero. Participaron también en dicha edición el equipo francés del Olimpique de Niza y el austriaco del SC Wiener Neustadt. El Málaga empezó a disputar el torneo veraniego a partir de la siguiente edición, en 1962, y consiguió su primer trofeo en 1963 al imponerse al Real Madrid por dos goles a uno. Para los aficionados malaguistas supuso la oportunidad de ver a grandes equipos y a estrellas de categoría mundial jugando en La Rosaleda, como el SL Benfica de Eusébio en la edición de 1966 o el Santos FC capitaneado por Pelé en 1967.
Después de varios ascensos a Primera División en toda la década de los sesenta, que acababan en descensos inmediatos tras una estancia de solamente una o dos temporadas en la máxima categoría, el Málaga consiguió un nuevo ascenso a Primera División en la temporada 1969/70, bajo la presidencia de Antonio Rodríguez López y las labores en el banquillo de Jenő Kálmár, que marcó historia por ser el comienzo de una de las andaduras malaguistas más largas en la máxima categoría, con cinco temporadas consecutivas en la misma. Desgraciadamente, el presidente Antonio Rodríguez López fue asesinado en extrañas circunstancias en 1971, y fue reemplazado por Rafael Serrano Carvajal que ocupó la presidencia la mayor parte de esta fructífera etapa en Primera División.
Con destacados jugadores como Deusto, Migueli o Macías, liderados por el centrocampista internacional por Argentina, Sebastián Viberti, el club consiguió en estos años consecutivos en la élite algunos de sus mejores logros deportivos: dos séptimos puestos en las temporadas 1971/72 y 1973/74, las mejores clasificaciones del club en Primera División hasta la temporada 2011/12; un Trofeo Zamora en la temporada 1971/72 conseguido por el cancerbero internacional español Juan Antonio Deusto; y la mejor participación en la historia del conjunto malaguista en la Copa, alcanzando las semifinales en la temporada 1972/73 y quedando a un solo paso de alcanzar la final tras ser eliminado por el Athletic Club de Bilbao. También se logró un histórico primer triunfo del Málaga en el Camp Nou, venciendo al FC Barcelona por el resultado de Barcelona 0 - Málaga 1 en la última jornada de la temporada 1971/72. Por otra parte, en 1973 fue instaurado el actual himno oficial del club, Málaga, La Bombonera.

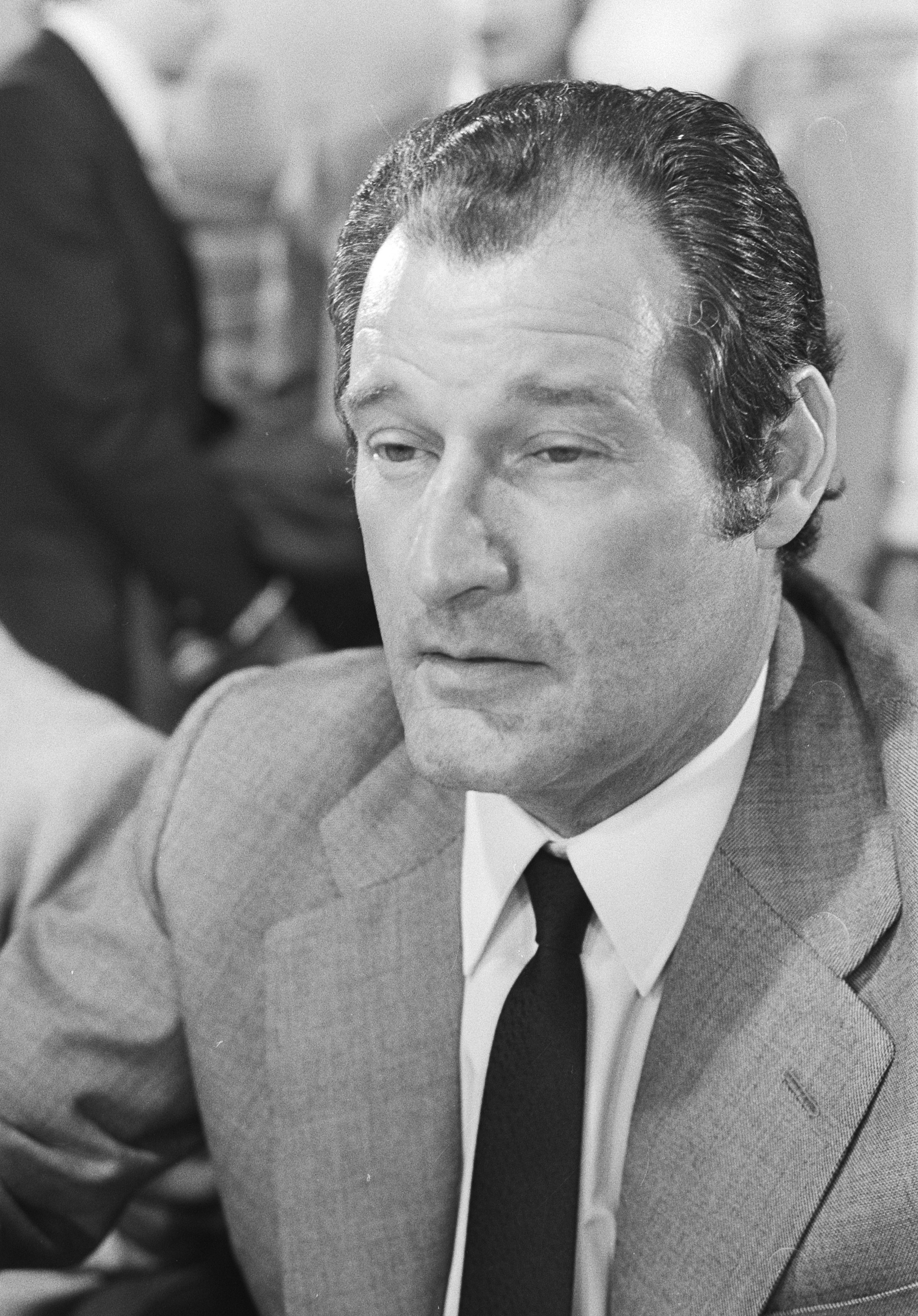
Marcel Domingo, entrenador del Málaga entre 1972 y 1974. Sus famosas desavenencias con Viberti propiciaron la salida del centrocampista argentino, y a la postre, el fin del 'quinquenio de oro'.

Después de una salida polémica de Viberti del club al finalizar la temporada 1973/74, los considerados como años dorados acabaron con un nuevo descenso a Segunda División en la temporada 1974/75 y debido al mero hecho de haber perdido la diferencia particular de goles con el Granada CF. Lo que siguió a continuación de esa misma década, con juntas directivas presididas por José Ibáñez Narváez primero y Federico Brinkmann después, fue una pobre actuación del equipo malaguista que ya había dejado atrás lo conocido popularmente como el quinquenio de oro, con un par de ascensos a la máxima categoría en 1976 y 1979 (este último logrado con el regreso de Viberti, que ocupó el banquillo en tándem con su antaño entrenador Jenő Kálmár) que acabaron en sendos regresos inmediatos a segunda división en 1977 y 1980 tras dos desastrosas temporadas en las que el equipo finalizó en ambos casos como colista de la categoría.
En la temporada 1979/80 en concreto, tuvieron lugar además hechos tan polémicos como una incomparecencia del club en un partido contra la AD Almería que debía disputarse en El Mirador de Algeciras debido a la clausura de La Rosaleda por incidentes en un partido anterior contra el Rayo Vallecano, así como una denuncia de amaño de un partido contra la U. D. Salamanca que acabó con resultado de 0-3 a favor de los salmantinos y que al final acabó siendo desestimada por falta de pruebas fehacientes del hecho.
Una transitoria temporada 1980/81 en la categoría de plata, con la presencia de Abdallah Ben Barek en el banquillo malaguista, supondría la puesta de los cimientos de lo que se avecinaría más adelante. En la temporada 1980/81, es nombrado presidente el señor Antonio Pérez-Gascón Cobos y con él llega al banquillo Antonio Fernández Benítez. El exjugador malagueño de origen alicantino llevaba varios años entrenando en el filial y fue continuador de la política pro-cantera ante la precaria situación económica que atravesaba el club, especialmente afectada por la remodelación del Estadio La Rosaleda de cara a la celebración de encuentros oficiales de la Copa Mundial de Fútbol de 1982, cuyo coste fue asumido íntegramente por el club malagueño dada su condición de propietario del recinto.
Con un elenco de destacados jugadores procedentes del Atlético Malagueño como Fernando Peralta, Popo, Canillas, Dany Mariscal, Recio, José, los hermanos Antonio y Manolo Hierro y los también hermanos Nacho y Juan Carlos Pérez Frías, el Málaga de Benítez realizó una gran temporada que le valió el ascenso a Primera División en 1982 como tercer clasificado, retornando a la máxima categoría dos años después con un equipo que, con la excepción de algunas incorporaciones como el argentino-alemán Regenhardt, heredaba de manera íntegra la base del equipo del ascenso.
El equipo logró mantener satisfactoriamente la categoría en la temporada 1982/83, en una temporada sin grandes alardes que finalizó con el Málaga en décima posición. Nada hacía presagiar que en la temporada 1983/84 esa misma plantilla, sin excesivos cambios en la misma, podría llegar a tener un rendimiento tan diferente y cuanto menos superior. En aquella temporada el equipo hizo una primera vuelta con un promedio de puntos que permitían la disputa de la Copa de la UEFA, consiguiendo goleadas apabullantes contra equipos de la zona alta como un Málaga 6 Real Madrid 2 y un Málaga 5 Atlético de Madrid 1, llegando incluso el Málaga a co-liderar la clasificación hasta en dos ocasiones. Esta excelente primera vuelta sin embargo no tuvo continuidad en la segunda parte del campeonato, donde el equipo mostró un rendimiento inferior que le emplazó en una novena posición final que suponía una satisfactoria permanencia en la élite.

Once titular del Málaga el 11 de septiembre de 1983, día de la histórica victoria por seis goles a dos frente al Real Madrid.

En la temporada 1984/85, sin embargo, el resultado final no sería tan propicio para el club. El Málaga llegaba a la última jornada tras once partidos sin ganar. El 21 de abril de 1985, el Málaga se enfrentó al Real Betis en La Rosaleda empatando a uno. Pero la victoria del Hércules por 0-1 frente al Real Madrid en el Santiago Bernabéu y la victoria del Valladolid frente al Sevilla por 0-2 en el Sánchez Pizjuán condenarían al equipo al descenso, a pesar de partir al inicio de la jornada con ventaja puesto que una victoria del Málaga en casa le habría asegurado matemáticamente la permanencia.
Con el club de vuelta en la segunda división y manteniendo un balance económico maltrecho, se avecinaba una aciaga época en la categoría de plata que había comenzado con el abandono de Pérez-Gascón de su cargo presidencial. Le sucedería Eduardo Padilla, en un mandato que continuaría con las mismas directrices de austeridad económica que habían tenido sus predecesores, intentando solventar la situación con iniciativas como la introducción de publicidad del medio de prensa malagueño Diario SUR en la camiseta, por primera vez en la historia del Málaga.
El 21 de diciembre de 1986, en un partido disputado en el Estadio de Balaídos ante el Celta de Vigo, el guardameta canterano José Antonio Gallardo sufrió un choque con el delantero brasileño Baltazar del cual en un principio se recuperó satisfactoriamente, pero diecisiete días después del golpe cayó en estado de coma. Una semana después fallecería en el Hospital Carlos Haya. Para su sustitución el club tuvo que recurrir al veterano Jesús Manuel Sola Olivares, cancerbero del club atl de marbella que fue fichado ante la desgraciada situación.
En los albores de la temporada 1987/88 llega a la presidencia del club el empresario Francisco García Anaya. No escatimando gastos tal y como habían hecho las anteriores juntas directivas, el Málaga contrata al célebre ex-seleccionador Ladislao Kubala como técnico, y llegan veteranos jugadores de calidad y experiencia contrastada en Primera División como Juan Gómez "Juanito", Esteban Vigo, que regresaba al club tras una década de ausencia, Clemente Villaverde y Miguel Ángel Ruiz García. El club logra el ascenso como campeón de la categoría, y Kubala el récord porcentual histórico de victorias de un entrenador en el Málaga, con 60,61% de victorias en treinta y tres partidos. Aun así, y tras una polémica decisión, Kubala fue destituido tras confirmarse el ascenso matemático. Su cargo fue ocupado en los últimos partidos por el entrenador del filial, Pepe Sánchez, y para la siguiente temporada en Primera su sustituto sería el exentrenador del Real Zaragoza, Luis Costa.
El equipo ya era conocido por los seguidores malaguistas como el Super Málaga, debido a los jugadores de fama contrastada que estaban presentes en su plantilla. En la temporada 1988/89 esta tendencia continúa con la llegada de John Lauridsen, Antonio Álvarez y Francisco Pineda, con el propósito de mantener la categoría sin grandes apuros. Para intentar incrementar los ingresos del club, la directiva presidida por García Anaya logra firmar un contrato de publicidad con la empresa francesa de telecomunicaciones Alcatel. Tras una derrota ante el Real Murcia en la Rosaleda al comienzo de la segunda vuelta y siete jornadas sin conocer la victoria, Luis Costa es destituido de su cargo y se decide que su puesto lo ocupe Antonio Benítez. Con el malagueño en el banquillo, el equipo logra mantener una dinámica algo más regular que la de su antecesor, conservando la categoría en la decimosexta posición de la tabla clasificatoria.
La retirada del fútbol en activo de Juanito en junio de 1989 sirvió como precedente destacado a una temporada 1989/90 en la que el club terminó en decimoséptima posición y se vio abocado a jugar una promoción de permanencia. El rival fue el RCD Español, que había descendido a Segunda la temporada anterior. El partido de ida en el Estadio de Sarriá se saldó con derrota por uno a cero. En el partido de vuelta en la Rosaleda, jugado el 16 de junio de 1990, el Málaga logró igualar la eliminatoria y forzar la prórroga con gol de José Antonio Rivas. En la tanda de penaltis, el portero malaguista Pedro Jaro realizó dos paradas que se vieron lastradas por los fallos de Rivas y del propio Jaro desde el punto de penalti. Tras varios lanzamientos en la muerte súbita, Villa falló otro lanzamiento, a lo que respondió el jugador del español Albesa marcando el suyo y certificando el descenso del Málaga a Segunda División.
La temporada 1990/91 en la categoría de plata supuso un intento desesperado por ascender a Primera División manteniendo buena parte de la plantilla que había descendido y asumiendo riesgos más altos para la cada vez más maltrecha economía del club. El traspaso de Pedro Jaro al Real Madrid se compensó con la vuelta de Fernando Peralta desde el Sevilla F. C., fichaje que supuso un litigio por el impago del mismo que se unía a los problemas de la entidad con Hacienda. Tras la marcha de Antonio Benítez, Waldo Ramos fue el entrenador que empezó la temporada, pero fue destituido tras once jornadas por malos resultados y sustituido en sus funciones por Abdallah Ben Barek. Con el franco marroquí en el banquillo el equipo realiza una buena segunda vuelta y a falta de dos jornadas logra certificar matemáticamente la disputa de la promoción de ascenso. El rival de Primera división en la promoción es el Cádiz C. F., que había finalizado la temporada en decimoctava posición. El partido de ida, disputado el 12 de junio de 1991 en La Rosaleda, acaba con el resultado de uno a cero a favor con gol de Esteban. En el partido de vuelta, disputado una semana después, el Cádiz iguala la eliminatoria con gol de José González y, como el año anterior, la promoción ha de decidirse en la prórroga primero y en los penaltis finalmente. En la tanda, tras el fallo de Raúl Procopio por el Cádiz, el Málaga acierta sus cuatro lanzamientos hasta que Antonio Mata erra el definitivo tras parada del exportero malaguista József Szendrei, que en la muerte súbita le detiene otro penalti a Emilio Pérez Rodríguez, privando al club de ascender a Primera División.
Tras el fracaso de la temporada anterior, el presidente José Toboso decide hacer cambios en el club para poder hacer frente a la delicada situación económica e impide que José Pardo regrese a la presidencia a pesar del carácter provisional de su marcha. La recaudación del traspaso de Antonio Mata al CD Tenerife sirve para evitar el descenso administrativo a Segunda División B a raíz de las denuncias interpuestas por dieciséis jugadores ante la AFE. Con una plantilla confeccionada sobre la base de jugadores canteranos del Club Atlético Malagueño, el equipo tiene un pésimo arranque liguero con dos partidos perdidos fuera de casa y una humillante derrota en La Rosaleda ante la Unió Esportiva Figueres por cero goles a cinco. José Luis Monreal sustituye a Ben Barek, pero no logra mejorar el rendimiento del equipo y es igualmente cesado tras quince partidos disputados. Es entonces cuando se decide echar mano del entrenador del filial, Nene Montero, que tampoco logra sacar al equipo de los puestos bajos de la clasificación. Los reiterados impagos en las nóminas propician el encierro de los jugadores en los vestuarios de La Rosaleda y una sentada de protesta previa al partido frente a la S.D. Compostela celebrado el 17 de mayo de 1992, que sentencia al equipo al descenso a Segunda División B a falta de una jornada para terminar la competición.
Los esfuerzos del club durante todo el año 1992 por acogerse al plan de saneamiento con el que la Liga Nacional de Fútbol Profesional pretendía salvaguardar a los clubes de fútbol españoles más endeudados habían sido inútiles. Acarreando una deuda total de 2.429 millones de pesetas y numerosos compromisos económicos a corto plazo, el capital social de 970 millones de pesetas que el club tenía que cubrir para poder convertirse en Sociedad Anónima Deportiva se antojaba demasiado alto, no fructificando la comisión ciudadana que el Ayuntamiento de Málaga había conformado con empresarios locales para intentar salvar al club. Al no culminarse satisfactoriamente el proceso de conversión en Sociedad Anónima Deportiva y con el agravante de encontrarse el club en Segunda División B, la directiva de José Toboso dimite en pleno en junio de 1992. Tras dos asambleas extraordinarias convocadas para la elección de un nuevo presidente que estuviese dispuesto a dirigir el club, el 27 de julio de 1992 la comisión gestora, con la presencia de cuarenta socios, decide la liquidación de la entidad y el consiguiente despido inmediato de sus empleados. El Club Deportivo Málaga dejaba de existir.

### Málaga Club de Fútbol
El 25 de mayo de 1948 se funda el Club Atlético Malagueño con la plantilla del Club Deportivo Santo Tomás como base del nuevo equipo, para convertirlo en filial del Club Deportivo Málaga. En la temporada 1958-59 de Segunda División el Club Deportivo Málaga descendió a Tercera División, donde competía el Club Atlético Malagueño, y debido a la prohibición a los equipos filiales de jugar en la misma categoría que el primer equipo, el CA Malagueño se desvinculó del Club Deportivo Málaga para evitar así su descenso administrativo y poder competir ambos clubes en la Tercera División. Gracias a ello, no fue liquidado con el Club Deportivo Málaga cuando esta entidad tuvo que desaparecer a finales de julio de 1992 por insolvencia económica, ya que en la Real Federación Española de Fútbol poseía un número de registro independiente. Pasó entonces a ser el equipo representativo de Málaga.
En la temporada 1992/93, el C. A. Malagueño, presidido por Antonio Domínguez Martín y dirigido en el banquillo por Fernando Rosas, jugaba en Tercera división Grupo IX y mantenía la base de la plantilla de la temporada anterior. Después una exitosa campaña, ascendió a Segunda División B, sin embargo, en la temporada 1993/94 las premisas de confección de la plantilla no cambiaron demasiado y se volvió a descender a Tercera.
El 19 de diciembre de 1993 se celebró un referéndum de socios, cambiándose la denominación oficial del equipo a Málaga Club de Fútbol, S. A. D
, con fecha legal desde el 19 de junio de 1994. El primer encuentro con la nueva denominación que disputa el Málaga fue un partido amistoso frente al Club Deportivo Alhaurino el 26 de junio de 1994 en el Estadio Municipal Miguel Fijones de Alhaurín el Grande, con el resultado de cero a dos para los malaguistas.
La recién constituida Sociedad Anónima Deportiva, presidida por el empresario Federico Beltrán y que contaba con el apoyo del también empresario Fernando Puche y el expresidente Eduardo Padilla, afronta la temporada 1994/95 en Tercera División con nuevas incorporaciones y la presencia en el banquillo de Antonio Benítez, logrando el ascenso a Segunda División B.

#### Presidencia de Fernando Puche
Después de dos temporadas en Segunda División B, en la temporada 1997/98 el Málaga CF pasa a manos del empresario Antonio Asensio Pizarro, propietario del Grupo Zeta, que traza un ambicioso plan de ascenso a Primera División en dos años y le confía la presidencia del club al que hasta entonces era vicepresidente, Fernando Puche. Es entonces cuando llegarían al club jugadores como Sandro, Movilla o Pablo Guede, y se produce al regreso de exjugadores como Quino o Merino. Aunque la temporada la inició el entrenador Tolo Plaza, es el asturiano Ismael Díaz Galán quien le reemplaza tras una serie de malos resultados. Tras finalizar la fase regular en la primera posición del Grupo IV, los malaguistas se enfrentaron en la fase de ascenso al Terrasa FC, Talavera CF y SD Beasáin. El equipo malagueño certificó su regreso a Segunda División el 28 de junio de 1998, después de vencer al Terrasa en la última jornada por cuatro goles a uno con un triplete del delantero argentino Pablo Guede.
En la temporada 1998/99, con el veterano Joaquín Peiró al frente del banquillo malaguista, el equipo afronta un campeonato plagado de buenos resultados y a falta de cuatro jornadas se logra certificar el ascenso a la élite del fútbol español en un partido contra el Albacete Balompié, consiguiendo además el título de la categoría. El equipo que logró el duodécimo ascenso del Málaga a la máxima categoría contaba con jugadores como el delantero hispano brasileño Catanha, que consiguió el Trofeo Pichichi de Segunda División con veintiséis dianas, o el portugués Edgar, y los centrocampistas De los Santos, Rufete, Agostinho, Movilla o Sandro, junto a jugadores canteranos como Basti o Bravo que habían participado íntegramente en la escalada del Málaga desde Tercera a Primera División. El Málaga lograría de esa forma culminar el fulgurante ascenso en dos temporadas desde la Segunda División B hasta la Primera División española.
En la temporada 1999/2000, lejos de pasar apuros para permanecer en Primera, el equipo mostró un gran fútbol, llegando a derrotar al FC Barcelona en su propio estadio, y consiguiendo la permanencia matemática a cuatro jornadas del final, con el brasileño Catanha en dura pugna por conseguir el trofeo Pichichi. Se iniciaba por lo tanto una nueva e importante etapa en la máxima categoría, en la que el club batió el récord de permanencia en la misma, con siete temporadas consecutivas en la máxima categoría del fútbol nacional.

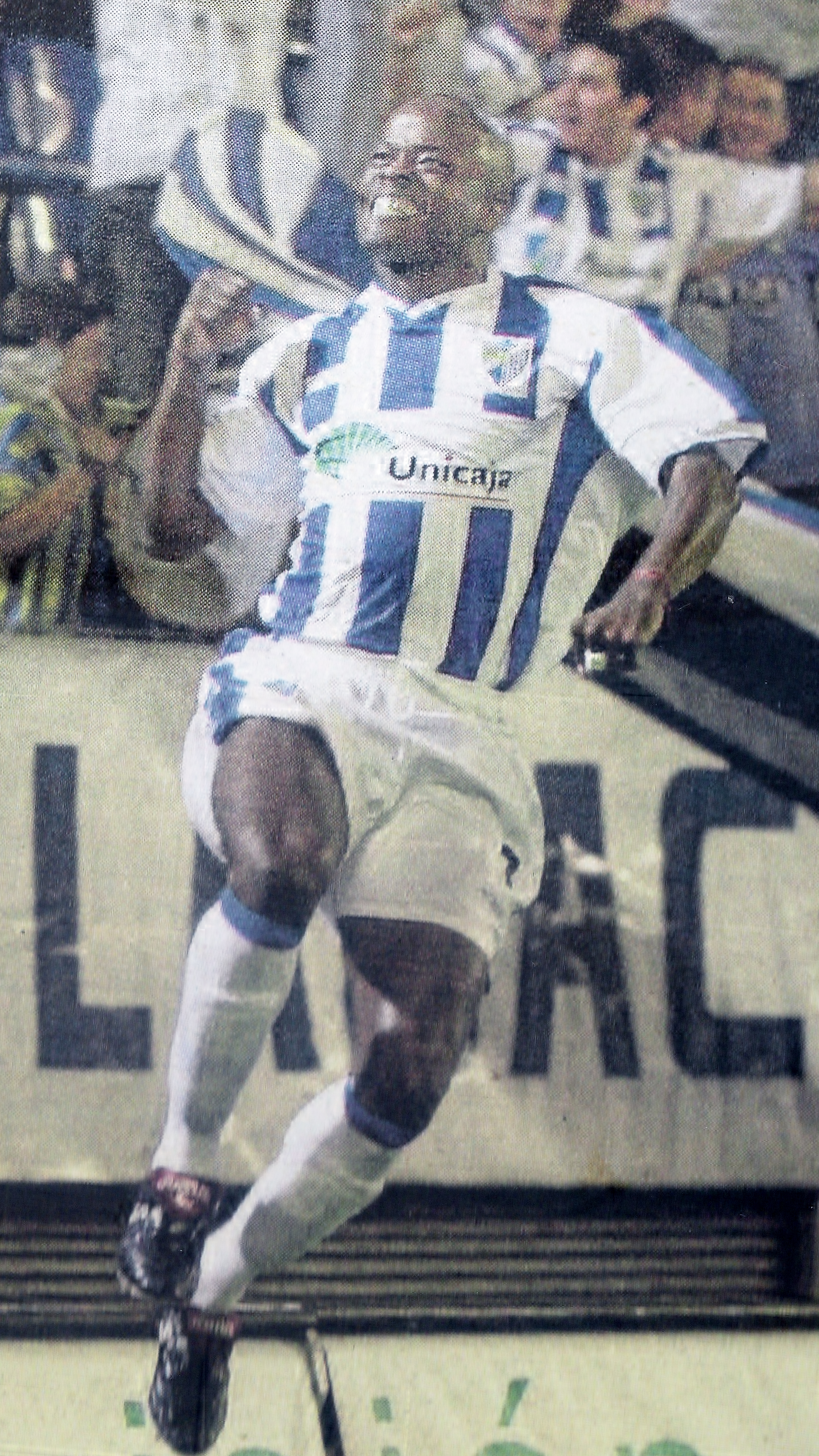
Dely Valdés celebrando un gol.

La temporada 2000/01 consolidó la práctica totalidad de la plantilla del año anterior salvo por la marcha de Catanha al Celta de Vigo por un elevado montante económico. En su lugar, llegó el delantero panameño del Real Oviedo, Julio César Dely Valdés, que formó una dupla letal conocida como la Doble D junto con el uruguayo Darío Silva. Gracias en parte a los dieciséis goles del panameño y los trece del uruguayo, los registros de esta temporada fueron aún mejores que en la anterior y el club peleó por entrar en los puestos de acceso a las competiciones europeas, finalizando en una digna octava posición.

#### La primera participación europea
En la temporada 2001/02, el equipo experimenta una serie de variaciones en el organigrama tras el fallecimiento de su propietario Antonio Asensio, siendo el directivo del Grupo Zeta Serafín Roldán el presidente que reemplaza al saliente Fernando Puche. Joaquín Peiró seguiría en el banquillo, pero la nueva directiva, a pesar de las muestras de descontento de la afición, daría salida a jugadores básicos en la plantilla como Rufete, De los Santos, Movilla o Agostinho, siendo sustituidos por otros nuevos jugadores como Duda, Gerardo, Marcelo Romero, Litos o Miguel Ángel. El equipo no se reciente de esta reestructuración de la plantilla y vuelve a cuajar otro gran campeonato peleando por la disputa de competiciones europeas. Al final de temporada, aunque no se consiguió el acceso directo a la Copa de la UEFA, el equipo aseguró con su décimo puesto en la clasificación su presencia en la Copa Intertoto de la UEFA, competición en la que se había inscrito y que disputaría durante el verano de 2002.

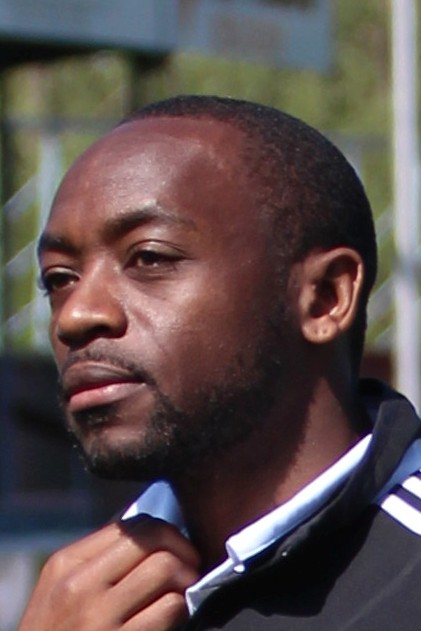
Kiki Musampa, jugador del Málaga entre 1999 - 2003.

El 27 de agosto de 2002, el club conquistó la Copa Intertoto, que daba derecho a jugar la Copa de la UEFA. Para ello tuvo que superar tres rondas eliminatorias, venciendo a Gante, Willem II y Villarreal CF, y convirtiéndose en el primer club andaluz en conseguir un título oficial europeo. La posterior participación en la Copa de la UEFA fue notable, alcanzando los cuartos de final y eliminando a equipos con larga tradición en competiciones europeas como el Leeds United o el AEK Atenas tras vencer en sus propios estadios con resultados de un gol a dos y cero goles a uno respectivamente. Finalmente, el equipo cayó eliminado frente al Boavista portugués, en la tanda de penaltis.
En junio de 2003 el filial del equipo, el Málaga B, hoy denominado Atlético Malagueño, asciende a Segunda División, y el equipo de categoría juvenil se proclama campeón de España. La directiva del club aprovechando el buen momento de la cantera malaguista y al mismo tiempo pretendiendo disminuir la masa salarial, prescinde de varios titulares de los últimos años como Contreras, Roteta, Musampa, Sandro, Dely Valdés y Darío Silva entre otros, siendo sustituidos por jugadores de la cantera como Calatayud, Juanito, Juan Rodríguez, Koke y Geijo que llevaron a cabo el necesario relevo generacional. El 3 de diciembre de 2003 el Málaga, entrenado por Juande Ramos durante la temporada 2003/04, derrotó al FC Barcelona por el abultado resultado de cinco a uno, goles anotados por Salva Ballesta, en tres ocasiones, el delantero charrúa Diego Alonso y por Manuel Canabal.
La siguiente temporada, 2004-05, no fue fácil para el Málaga. Gregorio Manzano fue destituido como entrenador en la jornada 18, con el club en puestos de descenso. Solo el ascenso del entrenador del filial, Antonio Tapia, y la llegada del goleador brasileño Fernando Baiano consiguieron asegurar la permanencia del Málaga en Primera. Con el técnico cordobés, el Málaga consiguió 36 puntos en 20 partidos, incluyendo un 1-6 ante el Osasuna, la mayor goleada de la historia del club. Al año siguiente el proyecto del Málaga CF fracasa y el equipo desciende a Segunda División como último clasificado, con sólo 24 puntos y cinco victorias en la Liga. La temporada fue convulsa, incluyendo destituciones de entrenadores y rebelión de futbolistas contra el club.

#### Presidencia de Fernando Sanz

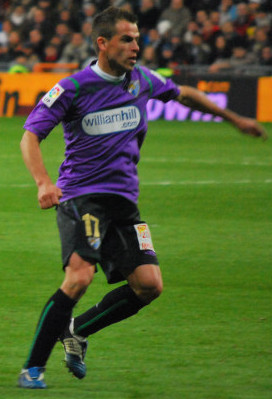
Duda, futbolista del Málaga en tres ocasiones entre 2001 y 2017. En la imagen aparece con la segunda equipación, morada y verde, colores de la bandera de Málaga.

Tras una temporada marcada por el fracaso económico del club y nueva venta de jugadores, el Málaga descendió a Segunda División en la 2005/06, siendo la entidad puesta en venta. Ese mismo verano, Fernando Sanz, hijo del expresidente del Real Madrid, Lorenzo Sanz, se hizo con el control del 97% de las acciones de la sociedad, convirtiéndose en presidente del club.
En 2007, el Málaga presentó un Expediente de regulación de empleo para prescindir laboralmente de quince personas; entre ellos, tres jugadores, Marcelo Romero, 'Chengue' Morales y Manu.
Después de dos temporadas en la división de plata, el 15 de junio de 2008, en la última jornada, el equipo logró el ascenso a Primera tras ganar por dos goles a uno al Club Deportivo Tenerife, ambos tantos malaguistas anotados por el centrocampista Antonio Hidalgo.
En la temporada 2008/09, fue elogiado el trabajo y el juego del equipo; siendo un recién ascendido y teniendo uno de los presupuestos económicos más bajos de la Liga, el Málaga CF luchó hasta las últimas jornadas por clasificarse para puestos europeos. Ello le otorgó el privilegio de ser considerado equipo revelación de la temporada y el mejor equipo, en aquel momento, de la historia del club.
El 28 de marzo de 2009, el Málaga Club de Fútbol disputó un partido benéfico en La Rosaleda ante cinco mil espectadores recaudando veinticuatro mil euros en beneficio de los daños causados por el Tornado de Málaga; el rival del Málaga CF fue un equipo formado por antiguos jugadores del club, en activo o retirados, llamado Leyendas Malaguistas y dirigido por el mítico entrenador Joaquín Peiró. Ese verano el Málaga disputó la Peace Cup 2009, un torneo amistoso internacional, siendo una de las sedes el estadio La Rosaleda.
Ese mismo año se crearía la Fundación Málaga CF, con el objetivo de difundir los valores deportivos y la historia malaguista dentro de la ciudad y la provincia, así como el museo del club, cuya inauguración se produjo en el mes de diciembre, y la sede social oficial, el Málaga CF Sports Bar, lugar de encuentro de los aficionados del equipo.
Tras una angustiosa temporada (2009/10), el equipo consiguió la permanencia en la última jornada de liga, el 16 de mayo de 2010, después de empatar (1-1) frente al Real Madrid en La Rosaleda.

#### Presidencia del jeque Abdullah ben Nasser Al Thani

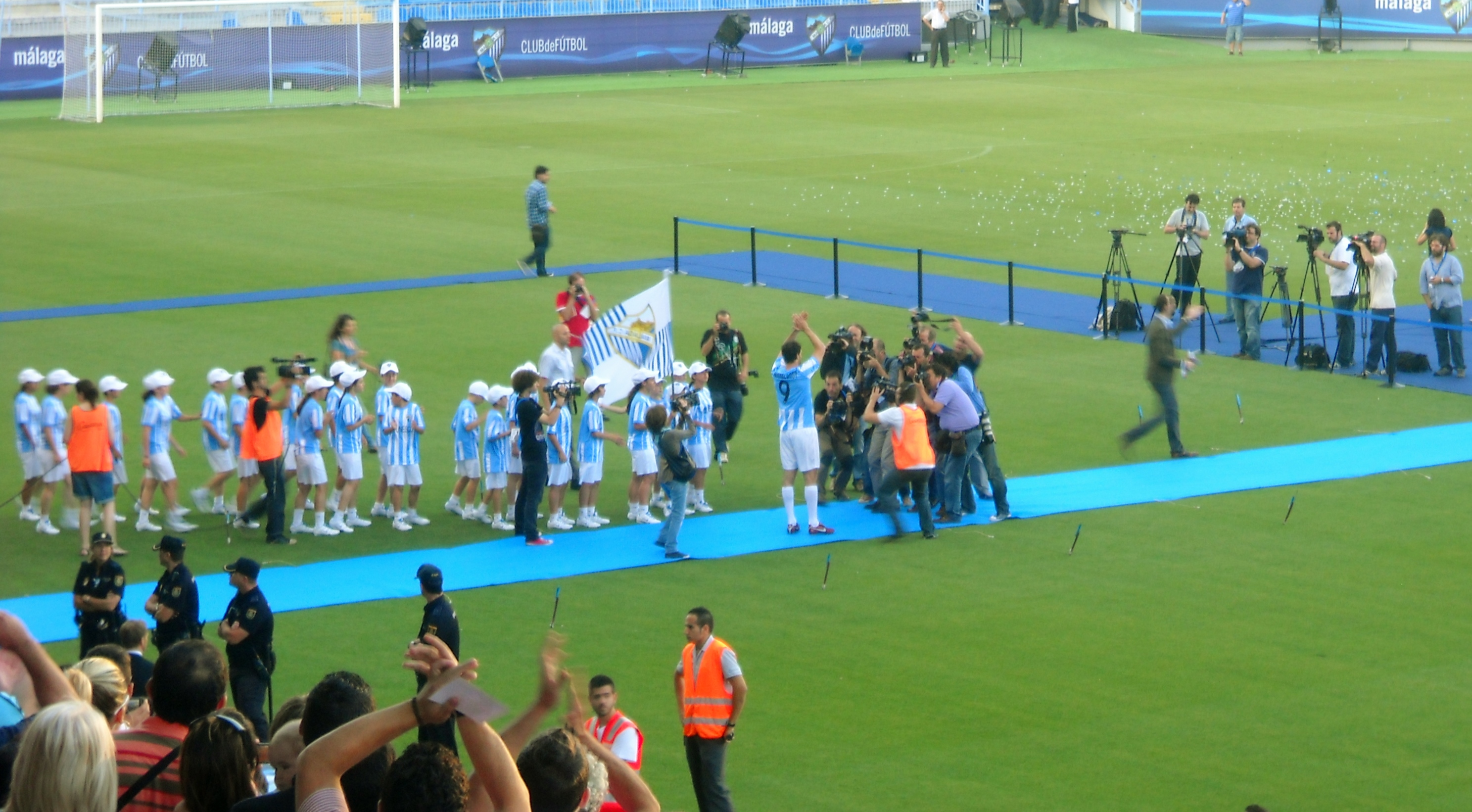
1 de junio de 2011, presentación oficial de Ruud van Nistelrooy, a la que acudieron 15 000 malaguistas.

Debido a las limitaciones económicas de la entidad, el entonces presidente Fernando Sanz buscó inversores en Doha (Catar) para poner en marcha un proyecto más ambicioso, entablando conversaciones con el miembro de la familia real catarí, el jeque Abdullah ben Nasser Al Thani. El 11 de junio de 2010, tras semanas de negociación, el señor Al Thani se convirtió en el nuevo dueño de la entidad, siendo nombrado presidente el 28 de julio en la asamblea de socios.

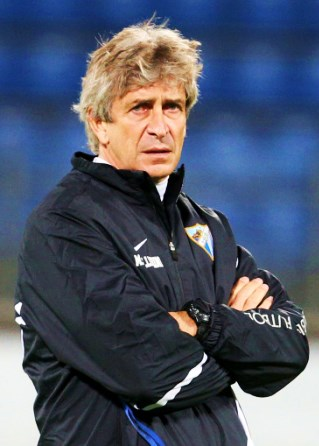
Manuel Pellegrini llegó al Málaga en noviembre de 2010, siendo el principal artífice de las históricas temporadas 2011/12 y 2012/13.

El 28 de junio de 2010 se presentó al nuevo entrenador del Málaga CF, Jesualdo Ferreira. Entre los jugadores nuevos contratados destacaron Eliseu o Salomón Rondón. El 2 de noviembre de 2010, Ferreira fue cesado por la entidad de Martiricos por los malos resultados cosechados que relegaban al club al farolillo rojo de la categoría. Más tarde se oficializó el fichaje de Manuel Pellegrini.

#### Trienio de leyenda con Manuel Pellegrini
Con el nuevo entrenador se decidió descartar a algunos integrantes de la plantilla y reforzarla con jugadores como Enzo Maresca, Martín Demichelis, Ignacio Camacho o Julio Baptista. Tras un nuevo récord de cinco victorias consecutivas en Primera División, junto al empate arrancado en San Mamés contra el Athletic Club, se logró la permanencia en la categoría, finalizando el campeonato en undécima posición.
Con vistas a la temporada 2011/12 se firma un contrato con la compañía Nike como proveedor de las diferentes categorías del club. Asimismo, la entidad lleva a cabo un acuerdo de colaboración con la UNESCO, por el cual, además, el organismo será el espónsor principal de la camiseta del equipo. Los fichajes más destacados para esa temporada serían Ruud van Nistelrooy, Nacho Monreal, Jerémy Toulalan, Joaquín Sánchez, Isco Alarcón y la incorporación más cara de la historia del club, Santi Cazorla, contratado por veinte millones de euros y procedente del Villarreal CF. Esa temporada el equipo realizaría una excelente campaña, certificando el 13 de mayo de 2012 su clasificación a la fase previa de la Liga de Campeones de la UEFA tras terminar 4° en la Liga 2011/2012; hasta ahora la mejor clasificación del club en Primera.

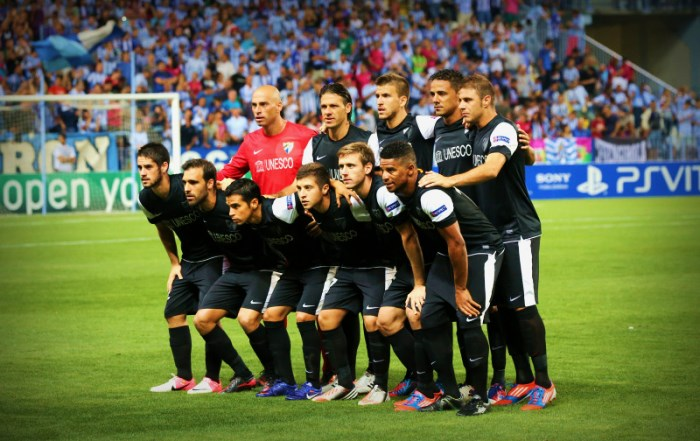
Once titular del Málaga CF en su estreno con victoria por tres a cero frente al Zenit de San Petersburgo en Liga de Campeones.- (de pie) Caballero, Demichelis, Camacho, Weligton, Joaquín (sentados) Isco, Gámez, Saviola, Portillo, Monreal, Eliseu.

En verano de 2012 el club, en un comunicado oficial, anunció una reestructuración interna para adaptarse a los estándares del Fair Play financiero, con intención de garantizar la autosuficiencia y la estabilidad de la entidad. En diciembre de ese año, el Málaga CF fue sancionado por el Comité de Control Financiero de Clubes, dependiente de la UEFA, con una multa de trescientos mil euros y excluido de la próxima competición continental para la que se clasifique dentro de los siguientes cuatro años. El club comunicó en las horas posteriores que recurriría dicha sanción ante el Tribunal de Arbitraje Deportivo Internacional (TAS).
En la temporada 2012/13, el Málaga realiza el mejor arranque de su historia en liga con tres victorias y un empate.

#### Primera participación en la Liga de Campeones
El 28 de agosto de 2012, tras ganar por dos goles a cero al Panathinaikos FC en La Rosaleda y empatar a cero en el Estadio Olímpico Spyros Louis de Atenas, el equipo logró por primera vez en su historia la clasificación para disputar la Liga de Campeones de la UEFA 2012/13, convirtiéndose en uno de los mejores debutantes de la historia en esa competición, al ganar los tres primeros partidos sin encajar ningún gol, a los tres rivales de su grupo: AC Milan, FC Zenit de San Petersburgo y RSC Anderlecht.
El 18 de septiembre de 2012 el Málaga disputó su primer partido en la Liga de Campeones, venciendo por tres goles a cero al que era en ese momento campeón de la Liga Premier de Rusia, el Zenit de San Petersburgo. Ese día los once que defendieron de inicio la albiceleste fueron: Caballero; Gámez, Demichelis, Weligton, Monreal; Camacho; Portillo, Isco, Eliseu; Joaquín y Saviola.
El 6 de noviembre de 2012, el equipo se clasifica para los octavos de final de la Liga de Campeones de la UEFA tras empatar a uno en San Siro contra el AC Milan.

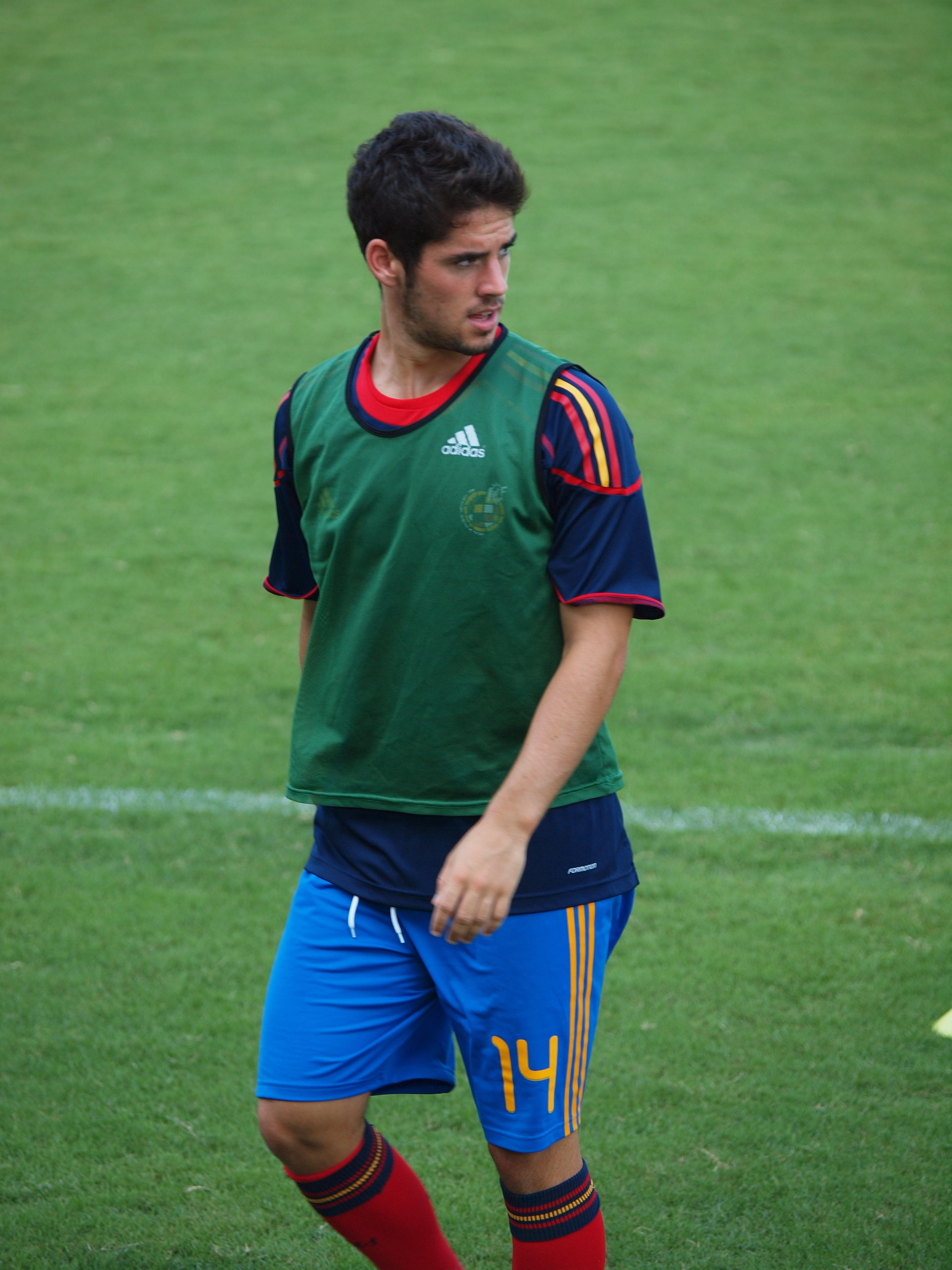
Al malagueño Isco su magnífica participación en la Liga de Campeones 2012/13 le hizo merecedor de los galardones Golden Boy 2012 y Trofeo Bravo 2013.

Cuatro meses después, el 13 de marzo de 2013, el equipo lograría clasificarse para cuartos de final tras ganar por dos goles a cero al FC Oporto en La Rosaleda, remontando el gol en contra de la ida. El Málaga formó esa velada de inicio con: Caballero, Gámez, Demichelis, Weligton, Antunes, Iturra, Toulalan, Joaquín, Baptista, Isco y Saviola. El equipo malagueño lograría una memorable victoria; a los cuarenta y dos minutos Isco, con un imparable disparo desde fuera del área, marcaría el 1-0 y en el minuto setenta y seis llegaría el gol del paraguayo Roque Santa Cruz que significó el pase de ronda, provocando el estallido de júbilo en la grada. Dicha clasificación convirtió al Málaga en el séptimo equipo español, tras Real Madrid, FC Barcelona, Valencia CF, Deportivo de la Coruña, Villarreal CF y Atlético de Madrid, en alcanzar la fase de cuartos de final de Liga de Campeones de la UEFA.
Después de empatar a cero en el primer partido frente al Borussia Dortmund en La Rosaleda, el 9 de abril de 2013 el Málaga sería eliminado de la competición tras caer derrotado por tres goles a dos (Joaquín 24', Eliseu 82') en el estadio Signal Iduna Park. Aquella noche el Málaga saboreó la clasificación a semifinales desde el minuto veinticuatro de la primera parte hasta el minuto noventa y tres de partido, cuando el árbitro británico escocés Craig Thomson concediese un gol en fuera de juego al equipo germano. Aquel error arbitral pondría punto final a una sobresaliente primera participación del club en el máximo campeonato continental.
El Málaga percibió de la UEFA 32 millones de euros tras su exitosa campaña en este torneo europeo.

#### Sanción de la UEFA
En la temporada 2012/13 de LaLiga el Málaga había obtenido el pase para disputar la Liga Europa de la UEFA al clasificarse sexto en el Campeonato Nacional de Liga, pero el 11 de junio de 2013, el Tribunal de Arbitraje Deportivo Internacional rechazó la apelación del club de Martirícos, confirmando la sanción impuesta por la UEFA, una decisión que suponía un laudo sin precedentes en el ámbito jurídico-deportivo del mundo del fútbol, por lo que el Málaga no podría disputar la competición europea a la que legítimamente se había clasificado.

#### Candidato a Mejor Club del Año 2013
La EFAA (Asociación Europea de Agentes de Futbolistas) y la ECA (Asociación de Clubes Europeos) nominaron al Málaga Club de Fútbol, junto al Chelsea FC, el FC Bayern de Múnich, la Juventus FC y el FC Basel como candidato a Mejor Club del año 2013 en los Globe Soccer Awards que se entregan anualmente en Dubái.

#### A las puertas de volver a Europa

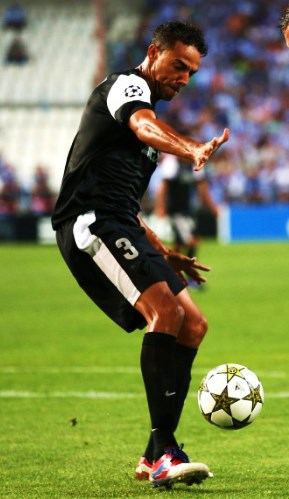
Weligton, jugador del club desde 2007-2017

Tras la marcha de Pellegrini, forzada al ser imposible mantener el nivel de ambición en el proyecto deportivo, se ficha como nuevo técnico al alemán Bernd Schuster. Ante la negativa del propietario a realizar nuevas inversiones millonarias y agobiado por presiones económicas tras la sanción impuesta desde la UEFA, el equipo realizó una temporada muy irregular en la que queda clasificado undécimo en La Liga y en la que las tácticas del entrenador teutón no obtienen la aceptación de gran parte de la grada de La Rosaleda, por lo que el club decide rescindir su contrato y dar comienzo a un nuevo proyecto bajo la tutela del navarro Javi Gracia.
Dicho proyecto ponía énfasis en un mayor control en la parcela económica y en la optimización de los recursos del club, buscando crecer desde La Academia y las categorías inferiores del club, con el fin de promocionar a las jóvenes promesas como Samu García, Juanmi Jiménez, Samu Castillejo, Sergi Darder, Juanpi Añor o Pablo Fornals para que elevasen el nivel del equipo y, posteriormente, a través de las ventas de algunas de estas jóvenes promesas, se consiguiera estabilizar primero y desarrollar después el proyecto general.
El juego del equipo y los jóvenes jugadores respondieron a las expectativas depositadas sobre ellos, y tras brillantes actuaciones junto a otros más veteranos como Ignacio Camacho, Recio, Weligton, Carlos Kameni o el delantero Nordin Amrabat, consiguieron durante las temporadas siguientes clasificarse entre los mejores de La Liga, algo que permitió al club obtener un mejor posicionamiento en el reparto de los codiciados derechos televisivos, ingresos que en los próximos años serían determinantes para las posibilidades de crecimiento del Málaga.

#### La vuelta a Segunda

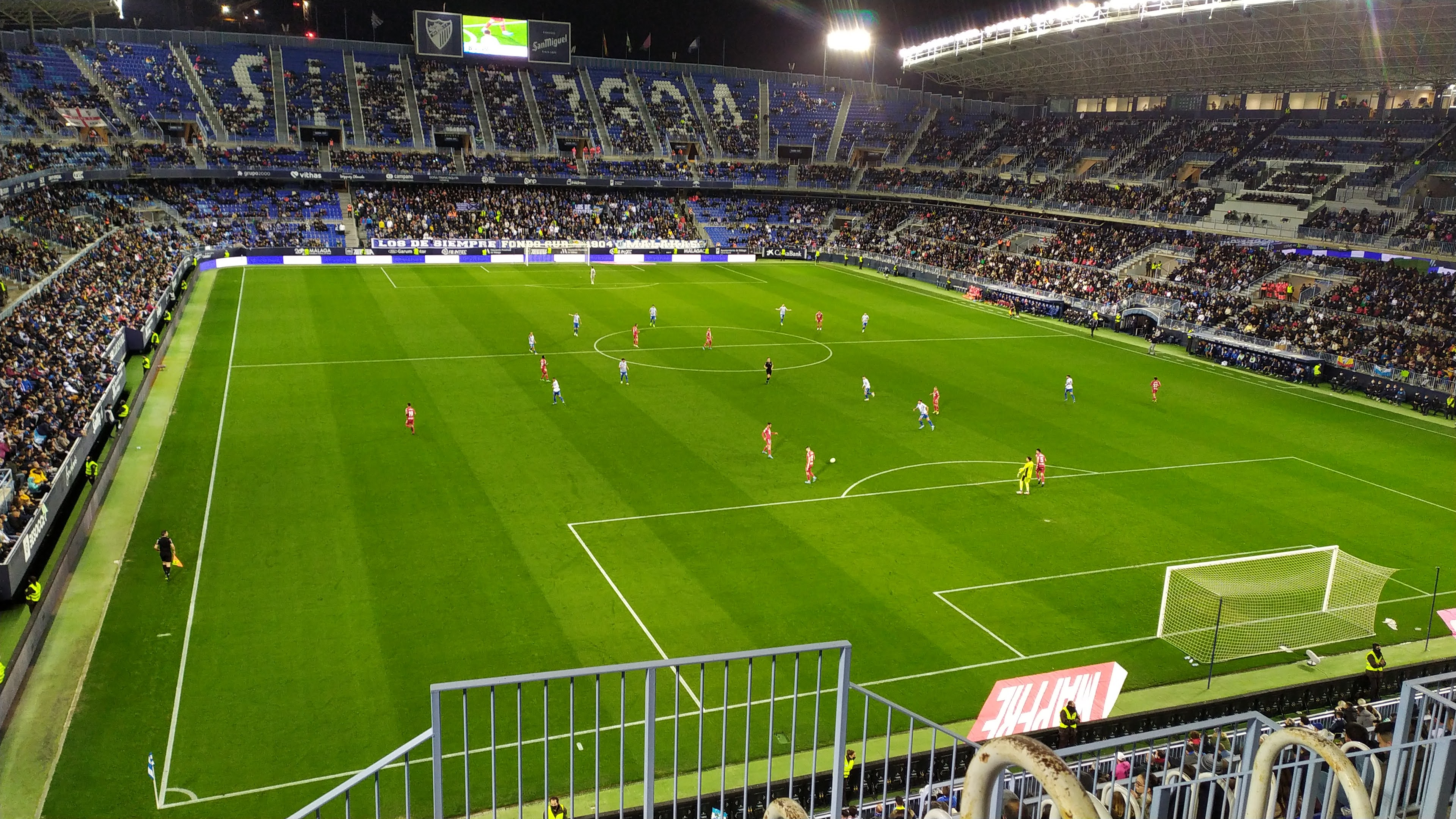
Partido disputado entre el Málaga CF y el FC Cartagena en la temporada 2021/22 de la Segunda División Española

Después de una temporada 2017-18 caracterizada por el colapso deportivo e institucional, el club desciende a Segunda División tras diez temporadas en la máxima categoría. El descenso se confirmó matemáticamente el 19 de abril de 2018, a falta de cinco jornadas, tras caer en el minuto 90 por un gol a cero en el Estadio Ciudad de Valencia ante el Levante U. D..
Tras toda una temporada 2018-19 luchando por lograr el ascenso directo, el equipo sólo logra alcanzar la tercera posición en la tabla y disputar el play-off. En él, caería en la primera eliminatoria ante el Real Club Deportivo de La Coruña.

#### Volver a empezar en la RFEF
Tras una pésima temporada 2022-23, donde solo pudo conseguir 10 victorias en toda la competición, descendería a la Primera Federación, el tercer nivel del sistema de ligas de fútbol de España.
Tras una fase regular donde finalizó en tercera posición, el Málaga CF logra disputar los Play offs de ascenso: en primer lugar eliminó al Celta Fortuna (2-2 en Balaídos y 2-1 en La Rosaleda) y posteriormente jugó la final ante el Nástic de Tarragona, venciendo de nuevo por 2-1 en casa y logrando un épico 2-2 a domicilio en el minuto 122 de la prórroga gracias al gol de Antonio Cordero, que supuso el regreso tan sólo un año después a la Segunda División. A lo largo de toda la temporada, la afición rompería récords de asistencia en la Rosaleda, aumentando de nuevo su masa social.

## Estadio

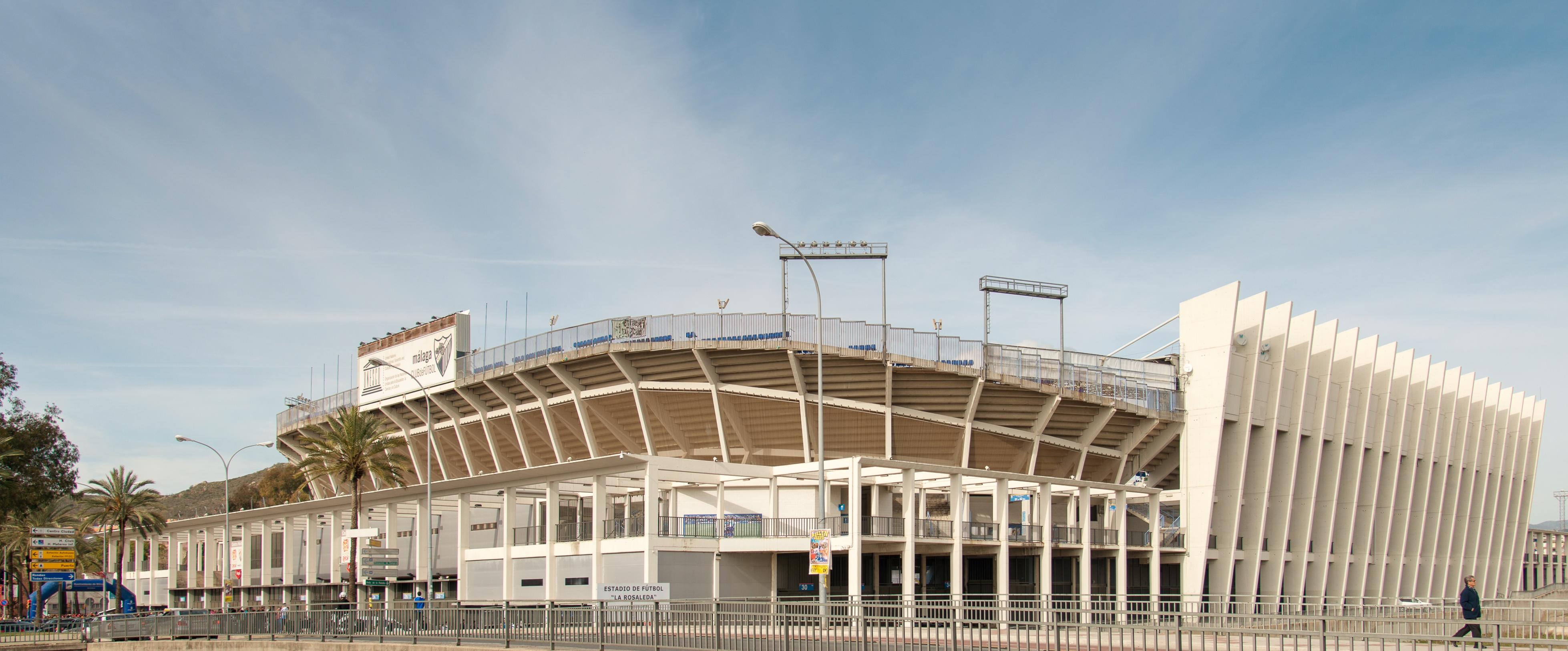
La Rosaleda vista desde el Guadalmedina.

El estadio del Málaga C.F. está situado en el Paseo de Martiricos en la margen derecha del río Guadalmedina. Fue inaugurado en 1941, y reformado para la Copa Mundial de Fútbol de 1982. Durante este periodo el estadio alcanzó capacidad para 45 000 espectadores.
En el año 2000 comenzaron unas profundas obras de rehabilitación que se prolongaron hasta el año 2006, con el completo derribo y reconstrucción de los graderíos. La remodelación se inauguró el 14 de septiembre de 2006, con el encuentro Málaga C.F. vs Nacional de Montevideo, correspondiente a la XXIV edición del Trofeo Costa del Sol. Las gradas de tribuna y preferencia quedaron cubiertas, mientras que las gradas de fondo y gol sufrieron mejoras en los accesos y los asientos. El aforo actual de La Rosaleda es de 30 044 espectadores.
En La Rosaleda se disputa el Trofeo Costa del Sol, torneo veraniego organizado por primera vez en 1961. Además de sede de la Copa Mundial de Fútbol de 1982, ha sido escenario de ocho partidos internacionales de la selección nacional española, dos de ellos de rondas clasificatorias y seis amistosos Asimismo, dada la numerosa comunidad británica de la Costa del Sol, el estadio ha albergado un amistoso entre Inglaterra sub-21 y Ecuador así como varios partidos benéficos, como algunos de los encuentros del torneo Peace Cup 2009.
El 10 de diciembre de 2010 el presidente Abdullah Al Thani anunció a la prensa de su país, Catar, la futura construcción de un nuevo estadio con capacidad para 65 000 espectadores en Málaga, que según anunció recibiría el nombre de Qatar Stadium, y sustituiría a La Rosaleda.
Otras instalaciones del club son: el campo anexo del estadio La Rosaleda, el Estadio Ciudad de Málaga, donde entrena el primer equipo, o la Ciudad Deportiva de Arraijanal, en construcción.

## Símbolos

### Escudo

Escudo de la ciudad de Málaga.

El escudo actual fue creado en el año 2003 y se trata de un blasón aguzado en la punta, en cuyo centro aparece una cinta con el nombre del club y un balón de fútbol. Esta cinta que lo cruza de abajo arriba y de izquierda a derecha formando un ángulo de cuarenta y cinco grados, divide al escudo en dos cuarteles: en el cuartel superior-izquierdo reproduce un grabado del Castillo de Gibralfaro, la ciudad de Málaga sobre la bahía tal y como aparece en el escudo municipal (unas peñas cimadas de una villa acompañada de un puerto en lo bajo) en referencia a la ciudad donde está establecido el club; en el cuartel inferior-derecho aparece un campo azul cruzado por cinco barras verticales blancas en referencia a los colores de uniforme titular del equipo (azul, predominante en pantalón y camiseta, y franjas verticales azul y blanco en la camiseta). La zona superior-central del escudo contiene las siglas "TM" en referencia al lema Tanto Monta, consigna personal de Fernando el Católico que otorgó a la ciudad de Málaga tras su reconquista. La bordura del escudo es dorada.
En los últimos años los cambios son apreciables en el cuartel superior relativo al monte Gibralfaro, el cual, ha sido situado a la derecha, y ha cambiado de forma respeto a los anteriores y es ahora más similar al blasonado de escudo de armas de la ciudad. Desde la pretemporada 2011/12 se puede apreciar un pequeño cambio cromático en el logo, que ahora presenta colores y trazos más difuminados.

### Himno
El himno del Málaga C.F. es conocido como La Bombonera. Es oficial desde el 10 de agosto de 1973, cuando fue elegido como himno para el C.D. Málaga bajo la presidencia de Rafael Serrano Carvajal. La música es obra de Luis Posadas Solera y arreglos de Manuel Alonso Borriño mientras que la letra fue compuesta por Antonio Benigno Celada Alonso y Tenorio, y en su título hace referencia a la visión metafórica de la ciudad desde la antigua carretera de acceso a Málaga a través los montes, vista que se asemeja a una caja de bombones. Es el himno oficial para el Málaga Club de Fútbol.

### Bandera
La bandera del Málaga Club de Fútbol está presente en los actos institucionales del club, como presentaciones de jugadores, ruedas de prensa, asambleas de socios, etc. En los días de partido de competición nacional en La Rosaleda ondea en la zona superior de la grada de Gol, junto a las banderas española, andaluza, malagueña, europea y de la UEFA y su competición, cuando corresponde.
La enseña del Málaga está compuesta por nueve franjas horizontales de igual tamaño, cinco azules y cuatro blancas, con el escudo del club situado en posición centrada. Existen variantes de otro tipo diseñadas para el mercadeo del club y usadas fundamentalmente por la afición.

### Lema
El lema del Málaga C.F. es Memoria, Compromiso y Fe, coincidiendo con las siglas del club. Fue escogido por los empleados de la entidad en la temporada 2008/09, simbolizando Memoria el recuerdo de todo lo vivido por el Málaga en su historia y que debe ser tenido en cuenta siempre cara al futuro; Compromiso la conexión entre los jugadores y la afición y Fe, un valor a tener siempre en cuenta en algo que se realiza.

## Uniforme
El uniforme malaguista es camiseta blanquiazul a rayas verticales, con las mangas y espalda en azul de tonalidad más oscura; pantalón y medias del mismo azul. Sobre el pecho el logo de la marca Hummel y el escudo del club. 

Bandera oficial de Málaga.

La segunda equipación emplea el morado y el verde, colores de la bandera de la ciudad.
Además, las camisetas incluyen los distintivos de las competiciones que se disputan. En la competición liguera, lleva en la manga derecha el logo de LaLiga.

## Datos del club
Para los detalles estadísticos del club véase Estadísticas del Málaga Club de Fútbol

### Denominaciones
- Club Atlético Malagueño: (1948-94) El antiguo equipo filial, nuevo titular malaguista tras la liquidación del CD Málaga.
- Málaga Club de Fútbol, S. A. D.: (1994-Act.) Referéndum, cambio de denominación y conversión del CA Malagueño en una Sociedad anónima deportiva.

### Trayectoria
Ocupa el vigesimoprimer puesto en la Clasificación histórica de la primera división española de fútbol entre los sesenta y tres clubes participantes en alguna ocasión en la máxima categoría del fútbol español. Su mejor actuación se produjo en el campeonato 2011-12 con un cuarto puesto, mientras que su peor actuación se registró en la temporada 2005-06 cuando finalizó en vigésimo y último puesto. En la Segunda División ha participado en cuatro ediciones. En cuanto al panorama internacional, el club ha participado en la máxima competición continental, la Liga de Campeones de la UEFA durante la temporada 2012-13, siendo el undécimo club español en hacerlo. En ella alcanzó los cuartos de final, convirtiéndose en el séptimo equipo español, tras Real Madrid, FC Barcelona, Valencia CF, Deportivo de la Coruña, Villarreal CF y Atlético de Madrid, en alcanzar dicha fase en la actual máxima competición europea. Así mismo, el Málaga CF está en el puesto 162 de la clasificación histórica de la Liga de Campeones de la UEFA de sus 513 participantes históricos.
En marzo de 2016, ocupaba el puesto 160.º en la clasificación mundial de clubes de la IFFHS con 101 puntos,
mientras que su ranking UEFA de clubes era el 43.º con 38 814 puntos, siendo el séptimo club español.

## Palmarés
| Competición nacional       | Títulos  | Subcampeonatos |
| -------------------------- | -------- | -------------- |
| Segunda División de España | 1998/99. | 2007/08.       |
| Copa Presidente FEF        | 1940     |                |

| Competición internacional | Títulos | Subcampeonatos |
| ------------------------- | ------- | -------------- |
| Copa Intertoto            | 2002    |                |

| Torneos amistosos                     | Títulos                                                     | Subcampeonatos                     |
| ------------------------------------- | ----------------------------------------------------------- | ---------------------------------- |
| Trofeo Costa del Sol                  | 2005, 2008, 2010, 2011, 2012, 2015, 2016, 2023.             | 2004, 2006, 2007, 2014, 2017.      |
| Trofeo Ciudad del Torcal (Antequera)  | 1998, 1989 (CD Málaga), 1999, 2000, 2004, 2005, 2006, 2018. | 1995, 2001, 2009                   |
| Trofeo Los Cármenes                   | 2005, 2018, 2022.                                           | 1989, 1998, 2002, 2006, 2010, 2017 |
| Trofeo de la Vendimia                 | 2011, 2022.                                                 |                                    |
| Trofeo del Olivo                      | 2002, 2011.                                                 |                                    |
| Trofeo Ciudad de La Línea             |                                                             | 1999, 2001                         |
| Trofeo Balompédica Linense            |                                                             | 2000, 2006                         |
| Trofeo Ramón de Carranza (1)          | 2016.                                                       | 2001, 2003, 2011, 2017             |
| Trofeo Virgen de la Palma (Algeciras) | 2003.                                                       | 1996, 1998                         |
| Trofeo DirecTV                        | 2015.                                                       |                                    |
| Schalke 04 Cup                        | 2014.                                                       |                                    |

1. ↑  Se incluyen dentro de este trofeo las distintas denominaciones del mismo (Trofeo Granada, Trofeo Ciudad de la Alhambra, Trofeo Ciudad de Granada, Trofeo Granada-Alhambra y Trofeo Los Cármenes).

### Patrocinios y acuerdos de asociación
La empresa Malagueña BeSoccer desde 2017 comenzaron a caminar de la mano como 'partner' tecnológico en el desarrollo y mejora de la app oficial y otros servicios en beneficio de los aficionados malaguistas. El club tiene así mismo otros acuerdos de asociación, como el rubricado con la firma cervecera con fuerte vinculación a la ciudad de Málaga San Miguel, con el municipio turístico malagueño de Benahavís, con la corredería de seguros malagueña Pont Grup. y con la empresa telefónica malagueña Olin 
La firma deportiva danes Hummel  y la de moda danesa Selected son las encargadas de las equipaciones oficiales del equipo.

## Participación en competiciones europeas
| Temporada | Competición           | Ronda    | Club              | Casa  | Fuera | Cómputo global   |
| --------- | --------------------- | -------- | ----------------- | ----- | ----- | ---------------- |
| 2002      | UEFA Intertoto Cup    | 1/4      | KAA Gent          | 3 - 0 | 1 - 1 | 4 - 1            |
| 2002      | UEFA Intertoto Cup    | 1/2      | Willem II         | 2 - 1 | 1 - 0 | 3 - 1            |
| 2002      | UEFA Intertoto Cup    | Final    | Villarreal CF     | 1 - 1 | 1 - 0 | 2 - 1            |
| 2002/03   | UEFA Cup              | 1R       | FK Zeljeznicar    | 1 - 0 | 0 - 0 | 1 - 0            |
| 2002/03   | UEFA Cup              | 2R       | Amica Wronki      | 2 - 1 | 2 - 1 | 4 - 2            |
| 2002/03   | UEFA Cup              | 3R       | Leeds United FC   | 0 - 0 | 2 - 1 | 2 - 1            |
| 2002/03   | UEFA Cup              | 1/8      | AEK Atenas        | 0 - 0 | 1 - 0 | 1 - 0            |
| 2002/03   | UEFA Cup              | 1/4      | Boavista FC       | 1 - 0 | 0 - 1 | 1 - 1 (1-4 n.p.) |
| 2012/13   | UEFA Champions League |          |                   |       |       |                  |
| 2012/13   | UEFA Champions League | Play-off | Panathinaikos FC  | 2 - 0 | 0 - 0 | 2 - 0            |
| 2012/13   | UEFA Champions League | Grupo C  | Zenit             | 3 - 0 | 2 - 2 | 5 - 2            |
| 2012/13   | UEFA Champions League | Grupo C  | RSC Anderlecht    | 2 - 2 | 3 - 0 | 5 - 2            |
| 2012/13   | UEFA Champions League | Grupo C  | AC Milan          | 1 - 0 | 1 - 1 | 2 - 1            |
| 2012/13   | UEFA Champions League | 1/8      | FC Porto          | 2 - 0 | 0 - 1 | 2 - 1            |
| 2012/13   | UEFA Champions League | 1/4      | Borussia Dortmund | 0 - 0 | 2 - 3 | 2 - 3            |

## Jugadores

### Plantilla 2025-26
- Los jugadores con dorsales superiores al 25 son jugadores del Atlético Malagueño y podrán compaginar partidos con el primer equipo y el filial, según exigen las normas de la LFP.

## Entrenadores
Principales entrenadores del Málaga según % de victorias Fte. Sport
| Entrenadores      | N.º de partidos | % de victorias |
| ----------------- | --------------- | -------------- |
| Manuel Pellegrini | 129             | 41,09%         |
| Joaquín Peiró     | 224             | 39,73%         |
| Sebastián Viberti | 85              | 39,53%         |
| Ben Barek         | 71              | 38,03%         |
| Milorad Pavić     | 64              | 37,5%          |
| Juande Ramos      | 60              | 36,67%         |
| Antonio Tapia     | 82              | 36,59%         |
| Juan Ramón Muñiz  | 131             | 35,88%         |

1. ↑  Con más de cuarenta partidos como entrenador
2. ↑   Datos globales: Partidos en 1.ª o 2.ª División + Copa del Rey + Competiciones Europeas

## Directiva
| Organigrama                |                                             |
| Cargo                      | Nombre                                      |
| Presidente                 | José María Muñoz                            |
| Relaciones Institucionales | Francisco Martín Aguilar                    |
| Consejo Consultivo         | Abdullah Ben Barek José Antonio Ruiz Guerra |
| Director deportivo         | Loren Juarros                               |
| Coordinador de la Academia | Duda                                        |
| Jefe Servicios Médicos     | Juan Carlos Pérez Frías                     |
| Delegado                   | J.M. González, "Josemi"                     |

## La Academia
La Academia asume la responsabilidad de la formación deportiva, educativa y docente de los jóvenes jugadores del Málaga CF.

### Atlético Malagueño
El Atlético Malagueño es el equipo filial del club. Creado como Sociedad Deportiva Malagueña en 1990, cambió su nombre a Málaga C.F. "B" en 1995 y, posteriormente, al de Atlético Malagueño en julio de 2009.
Tiene como principal objetivo formar a jóvenes jugadores que serán promocionados al primer equipo. Habitualmente ha permanecido en divisiones inferiores, pero en la temporada 2003/2004 debutó en Segunda División, donde permaneció tres temporadas consecutivas. Milita en Tercera Federación (Grupo IX).

### Juveniles
Para promover nuevos jugadores procedentes de la cantera, el club dispone de dos equipos de juveniles federados, cada uno en una categoría diferente. A veces el entrenador del primer equipo convoca para algunos partidos a jugadores juveniles y algunos de ellos han debutado y jugado en el primer equipo siendo juvenil.
El de mayor nivel compite en la División de Honor Juvenil. La División de Honor se divide en 7 grupos de 16 equipos, que se establecen por proximidad geográfica. El campeón de cada grupo tiene acceso a la Copa de Campeones de Liga Juvenil, mientras que los cuatro últimos clasificados descienden a la Liga Nacional Juvenil. Asimismo, los 7 campeones junto a los 7 subcampeones y los 2 mejores terceros se clasifican para la Copa del Rey. Los juveniles del Málaga han sido dos veces campeones de su grupo, ganando en dos ocasiones la Copa de Campeones de España, los años 2003 y 2015.
El segundo equipo juvenil compite en la Liga Nacional Juvenil que tiene como ámbito territorial a las provincias orientales de Andalucía más Melilla.

### Cadetes, infantiles, alevines, benjamines y pre-benjamín
El club desarrolla y promueve el fútbol entre las instituciones educativas por medio de escuelas de fútbol. Los niños que más destacan, y cuyas familias lo aceptan, pasan a formar parte de los diferentes equipos federados que participan en diferentes competiciones.
Equipos en categoría de cadetes:
- En Primera andaluza, máxima categoría regional.
- En Preferente Cadetes.

Equipos en categoría de infantiles:
- En Primera andaluza infantil
- En Preferente infantil.

En cuanto a los alevines el Málaga cuenta con tres equipos federados: El primero en la regional preferente y los otros dos en la primera provincial. En la categoría benjamín en Málaga cuenta con otros tres equipos federados, el primero de ellos en la primera provincial y los otros dos en segunda provincial, mientras que en la categoría pre-benjamín, el Málaga cuenta con un equipo federado en la primera provincial.

## Otras secciones

### Fútbol Femenino
La sección de fútbol femenino milita en la Segunda Federación Femenina de España desde la temporada 2022-23. Parte integrante del club durante la denominación Club Deportivo Málaga, en 2016 pasó nuevamente a configurar la sección femenina del Málaga CF.
En su palmarés figuran una Liga Nacional de Fútbol Femenino en la temporada 1997-98 tras vencer por 2-0 al Levante en la final y una Copa de la Reina en esa misma temporada tras imponerse por 4-0 al Lagunak.
El Atlético Málaga B es su equipo filial y milita en la 1.ª Provincial de Málaga.

### Fútbol indoor
La Asociación de exjugadores del Málaga Club de Fútbol, nació como sección de veteranos del Málaga, jugando una serie de partidos amistosos y torneos de fútbol. Posteriormente se formalizaría su sección de fútbol indoor, caracterizada por ser representada por un combinado de veteranos del Málaga.
El año 2011 el Málaga disputaría por primera vez la Campeonato Nacional de Liga de Fútbol Indoor junto con los 20 mejores equipos según la clasificación histórica de Primera División de fútbol.

## Afición
La Rosaleda suele presentar cada jornada una gran asistencia y un gran ambiente.
Los principales grupos de animación son el "Frente Bokerón", fundado en 1986 y "Malaka Hinchas", fundado en 2001 y ambos grupos situados tras la portería de Gol Bajo, formando la grada de animación con el nombre de Fondo Sur 1904. Otros sectores animosos de la afición son la "Peña Universitaria Malaguista" o la "Guiri Army" compuesta por aficionados malaguistas de origen británico, así como peñas y aficionados particulares que aportan su nota de color, como lo son algunas de los pueblos de la provincia en las que destacan las peñas malaguista de Antequera, Archidona, Ronda y Fuengirola, entre otras muchas más. Ya fuera de la provincia, las peñas más importantes son "Boquerones en Madrid" y "Los 300", esta última de Barcelona.
La afición malaguista acostumbra a celebrar sus triunfos en la plaza del General Torrijos, junto a la Fuente de las Tres Gracias.

## Rivalidad histórica
El derbi por antonomasia del Málaga era el celebrado frente al Granada C.F. y ha deparado numerosos encuentros desde la década de los años treinta del siglo pasado. Dado el largo periodo de tiempo durante el que ambos equipos no se enfrentaron por militar en diferente categoría, esta rivalidad se encuentra prácticamente extinta en la actualidad.
En los momentos actuales, y desde la aparición del actual Málaga Club de Fútbol, la rivalidad se ha trasladado a los encuentros con los dos equipos de Sevilla, el Real Betis Balompié, y sobre todo el Sevilla F. C. Se trata de una pugna subsidaria de la mantenida por ambas ciudades en torno a la capitalidad de la comunidad autónoma de Andalucía desde su creación en la década de 1980.

## El club en los medios

### Multimedia
El club posee un canal de televisión propio llamado MCF TV, así como una emisora de radio llamada Radio Málaga CF. Se realizan las emisiones a través de la web oficial del club y un canal propio en el sitio YouTube.com.

### Cine
El largometraje Princesas, dirigido por Fernando León de Aranoa en 2005, muestra una escena en el estadio Vicente Calderón correspondiente al partido Atlético de Madrid-Málaga C.F. de la temporada 2004/2005 donde Vicente Valcarce persigue a un atacante que se acerca a la portería.